# アショカ
アショカ（正式名称：Ashoka: Innovators for the Public）は、世界中で社会起業家のネットワークを構築し支援する国際的な組織である。創設者はビル・ドレイトン。本部はワシントンDC。現在93カ国、3,800名以上の社会起業家をアショカ・フェローとして支援している。  
ビジョンとして「Everyone a Changemaker （誰もがチェンジメーカーである世界）」すなわち「個人が自由に自信を持って、サポートを得ながら社会問題へ取り組み、変化を起こすことのできる世界」を目指している。幼少期からのエンパシー教育、若者のチェンジメーキング能力、そしてあらゆる組織での流動的なチームワークと新しい形のリーダーシップが必要であると説き、世界中の誰もがこの能力を身に着けられるような社会を目指して活動をしている。 公式なミッションとして「社会起業家が活躍し、世界中の誰もがチェンジメーカーとして考え行動できる、起業家精神と競争力を備えたグローバルな市民セクターを形成する」ことを掲げている。
ちなみに「アショカ財団」と記載されることがあるが、財団ではない。

## 沿革
- 1981年、マハトマ・ガンジーや市民権運動に影響を受けて育ったビル・ドレイトンにより始動。インドで新しい学習法EVS (Environmental Studies)を考案し、その取り組みを広めようとしていたグロリア・デスーザをアショカ・フェロー第一号として認定。彼女がこの活動に専念できるよう、3年間の生活費を支給。
- 創設後約10年間は、ラテン・アメリカ、アフリカ、アジア、中欧地域を対象として社会起業家を支援。
- 2000 年 中東、北アフリカ地域に拠点設置。また、先進国で初めて、米国でフェロー発掘活動開始。
- 2002 年 カナダで発掘活動開始。
- 2005 年 西ヨーロッパ初となるアショカ・ドイツ発足。
- 2011 年 東アジア圏で最初の拠点となるアショカ・ジャパン発足。
- 2013 年 アショカ・コリア及びアショカ・ギリシャ発足。
- 2014 年 アショカ・イタリア発足。
- 2016 年 アショカ・ポルトガル発足。

2021年9月現在、39カ国に拠点を置き、スタッフは約500名。フェローは93カ国約3,800人。

## アショカ・フェロー
アショカは、社会問題への解決策を見出し、社会に大きな変革をもたらすことを目指す一流の社会起業家を発掘している。アショカが探しているのは、ビジョンと創造性、強い意志を持ち、個人の利益よりも公共の利益のために行動する人物である。
アショカ・フェローとは、1970年代に、アショカ創設者のビル・ドレイトンが創った厳格な基準をクリアした一流の社会起業家「システミック・チェンジメーカー」のことである。ドレイトンは、社会にある多くの問題を解決するのは、応急処置ではなく、それらの歪みを生み出している仕組みそのものの変革である、と考え、彼はこれを「システムズ・チェンジ」と呼んだ。
システムズ・チェンジのアイデアを生み、実行し、継続させる能力を備えたシステム・チェンジメーカー（ソーシャル・アントレプレナー) が、アショカ・フェローとして認定される。彼らの活動が拡大、加速するシステムを構築するのがアショカの取り組みである。2020年10月現在、93カ国で3,800人を超えるアショカ・フェローが活動し社会変革を推し進めている。 
アショカ・フェローのうち、74%が5年以内に国家レベルでの政策変更（＝法律改正・成立）を実現させており、90%が他の組織、国家、政策に模倣されている。ちなみに「模倣されること」は、ビジネス界とは違い、以下の基準４にもあるように、変革が拡大していることを意味する。また、金銭的なサポートが必要なフェローに対しては、活動に専念できるように生活費 (stipend)を3年間支給するが、彼らのうち85% が5年以内に自身の生活も取り組みも成り立つようになったというデータが出ている。

### アショカ・フェロー選出の基準
アショカ・フェロー選出の面接は、幼少期から遡り、人生でどのような選択を行なってきたか、どのようにしてアイデアが生まれてきたのか、今までにどのようなインパクトを生み出してきたのかなどを徹底的に聞くため、十数時間に及ぶこともある。
ホームページに記載されている5つの基準は以下の通り。
このうち、最初の"New Idea"はKnock-out testと呼ばれ、この基準に当てはまらない候補者は選考の対象外となる。
1. New Idea すでに存在する解決策に微調整を入れたアプローチではなく、全く新しい視点から 生まれた発想であるか。或る歪みが社会に存在し様々な解決/軽減の方法が試されているなか、慢性的な状況は一向に変わらない。その遅々として進まない状態に揺さぶりをかける、全く違う視点から生まれた、これまでなかったアプローチであるか、そして国境を超えて変革を起こすポテンシャルを孕んでいるか、が最初のチェックポイントとなります。
2. Creativity  世の中の綻びに一石を投じるには、問題を生み出している構造上の欠陥を突き止め、 的を射たゴール設定をするための創造性や想像力といった能力が求められます。一 つのプロジェクトを成功に導く限られた能力ではなく、その人が世界を見る”レンズ” 自体が創造的であるかを問います。ある時代のある社会に浸透している在り方や考 え方を超えた視点を持つ人が、新しい意識に裏打ちされた新しい現実を生み出しま す。
3. Entrepreneurial Quality  「真のソーシャルアントレプレナー」は、自分の頭に描く世界が目の前に現れるま で歩を緩めることなく刷新し続けます。つまり、滞っている現実の足枷は何かを突 き止め、それまでの「当たり前」を一転させるための戦術を巧みに実施し続ける人 でもあります。理想を語るだけではなく、理想を新しい現実として創り出します。 同時に、自分が注目されることに興味はなく同じ目標に向かって進む仲間と柔軟な チームをつくり、目に見える結果に究極の充足感を味わう人です。
4. Social Impact of Idea   アショカ・フェロー選出は、国レベル、大陸レベル、ひいては世界レベルのインパ クトに繋がる潜在性のあるアイデアのみを選考の対象としています。ノミネートの 時点で、すでにある程度のインパクトのエビデンスがあることも問われます。また、 巨大なインパクトを生むことが目標なので、その目標に近づくために自分の取り組 みが他の人々や組織に模倣されることを歓迎する人でもあります。
5. Ethical Fiber アイデアの斬新性やスケールと同様に重要視されるのは、候補者の人となりです。 他者の立場や思いを考慮する心の余裕があるか。自分や自分の取り組みが注目され ることよりも、同じ方向を目指す他の多くの人たちとリソースを共有し協力し合い ながらゴールに向かって邁進する人であるか。一定のグループ(人種、国籍、性別、 年齢など)に属する人々だけでなく、すべての人々に対する配慮とエンパシーがあ るかも、基準となります。

## 主なアショカ・フェロー
- ムハマド・ユヌス – グラミン銀行（バングラデシュ）創設者
- ジミー・ウェルズ - Wikipedia創設者
- ウェンディ・コップ (Wendy Kopp・アメリカ） - Teach for America 創設者。
- メリー・ゴードン (Mary Gordon・カナダ）- こころの教育の第一人者であり、「感情リテラシー」の提唱者。Roots of Empathy 創設者
- アンドレアス・ハイネッケ （Andreas Heinecke・ドイツ）- Dialogue in the Dark 創設者：「障害」を「能力」と捉えるプログラムを開発。
- バート・ウィートジェンス　（Bart Weetjens・ベルギー） - APOPO 創設者：ネズミを訓練し、地雷撤去活動を進める。
- デビット・グリーン （David Green・アメリカ）- 先進国の医療をBOP人口に届ける活動。途上国で白内障を5000万人以上に届ける。
- サシャ・ハゼルマイヤー （Sascha Haselmayer・ドイツ）- Citymart創設者：自治体の課題に対し、世界中から解決策の公募しマッチングするシステム[7]
- トゥリ・ムンプニ（Tri Mumpuni・インドネシア）- IBEKA 創設者：インドネシアにおける小型水力発電モデル[8]
- ジム・トンプソン (Jim Thompson・アメリカ） - Positive Coaching Alliance (PCA) 創設者：スポーツで「勝つこと」と「人間として成長すること」のダブルゴールを掲げるPCAコーチ法を広める。
- ジェリー・ホワイト（Jerry White・アメリカ） - Survivor Corps共同創設者：地雷の犠牲者支援。地雷禁止条約に貢献し、1997年ノーベル平和賞受賞。故ダイアナ妃のボスニアにおける旅の指南役も務めた。
- リカルダ・ゼッザ （Riccarda Zezza・イタリア）- Life Based Value創設者：子育てによる能力向上を証明し、MAAM理論を開発。
- ハシナ・カービ （Hasina Kharbhih・インド）- Impulse NGO Network 創設者：人身売買・強制労働に対して、あらゆる組織が一体となって取り組むImpulse Modelを生み出した。
- カイラシュ・サティーアーティ（Kailash Satyarthi・インド） -  児童労働を使用していないことを証明する認証システムを開発。カーペット産業からこれを広め、児童労働撤廃を進める仕組みを作った。2014年ノーベル平和賞受賞。
- ロン・レイトン (Ron Layton、ニュージーランド） - 発展途上国における、上質な農家の作物を「知的財産」として登録することで、高価格を担保し、農家を保護する仕組みを開発。

- Zackie Achmat – HIVHAART療法の普及についての活動 Treatment Action Campaign (TAC) 創設者

- Sakena Yacoobi - アフガニスタンにおける教育活動 Afghan Institute of Learning 創設者

- Dr. Sudarshan - VGKK, Karuna Trust 創設者 :部族社会の基礎医療についての活動

## 主な日本のアショカ・フェロー
- 片山ます江 - 社会福祉法人伸こう福祉会　創設者・専務理事。良心的な価格で快適な老人ホームを作り、現在の老人ホームの原型を作った。
- 川添高志 - ケアプロ株式会社　創設者・代表。「セルフ健康チェック」（旧：ワンコイン健診）で誰でも簡単に、早く、便利に健康管理し、生活習慣病を予防できるような仕組みを開発。
- 曽根原久司 - NPO法人えがおつなげて　創設者・代表理事。農村起業家育成と、企業ファームの開発などを手掛ける。
- 岩元美智彦 - 日本環境設計株式会社　創設者・代表取締役会長。高度なリサイクル技術を保持するだけでなく、大手企業と手を組み、市民が楽しく参加できるリサイクル文化を醸成。
- 林賢司 - FoundingBase　創設者・共同代表。Teach for Americaをモデルに、トップ大学の卒業生を、過疎地の地域創生のプレーヤーとして送り込む。
- 大木洵人 - 全世界の聾唖の人々に向けてSLINTOオンライン辞書の開発
- 渡辺周 - Tokyo Investigative Newsroom Tansa編集長。探査報道(Investigative Journalism)で隠された真実を明らかにする他、国民の一人ひとりが市民ジャーナリストとなり、真実を見つけるマインドセットとスキルを備えた社会を創ることを目指している。(*2021年8月、Ashoka Special Relationship Innovatorとして選出)

## アショカ・ジャパン
一般社団法人アショカ・ジャパンは、東アジア最初の拠点として2011年1月に発足。アショカ・フェローの発掘・支援と、ユースベンチャー・プログラムを二つの軸に活動している。 ユースベンチャーは、社会を変えるための活動を行う20歳以下の若者チェンジメーカーを支援する取り組み。
創設者・代表は渡邊奈々。ニューヨークやパリで写真家として活躍していた彼女は、バブル崩壊後の日本へ帰省した際、疲れきったくらい表情のサラリーマンたちを目にし、不安感を抱いた。沈みかけている日本の若者には、新しいロールモデルが必要だと感じた彼女は、当時アメリカのエリート学生に注目され始めていた、来る時代の象徴とも呼べる「ソーシャルアントレプレナー」を見つけ出し、2000年から、6年間かけて150人をインタビューした。この記事は雑誌『pen』や『フィガロ・ジャポン』で連載され、その一部が2005年『チェンジメーカー：社会起業家が世の中を変える』、続けて2007年『社会起業家という仕事：チェンジメーカーII』として上梓された。これらの活動を通して、渡邊は「ソーシャル・アントレプレナー（社会起業家）」という生き方・働き方を日本へ紹介した人物とされている。
インタビューをした社会起業家のうち数人が、後に「アショカ・フェロー」として選ばれたことを知り、アショカのことを知る。目の前にある問題に対処する、従来のチャリティ的なアプローチではなく、「目に見える社会の歪みを生む根本的な構造的欠陥を突き止め介入する」という社会問題解決の新しい発想に魅入られる。アショカのビジョンを導入することが、閉塞感が漂う日本に風穴を開けるのではないかと考え、ワシントンDCのアショカ・グローバルオフィスの門を叩き、3年かけてアショカ・ジャパンを発足させた。
発足後すぐに、東日本大震災が起きた。復興を助ける担い手として、12～20 歳の若者に焦点を当て、彼らがアイデアを出し行動しやすくする取り組みとして、米グローバルギビング（クラウドファンディングの元祖と呼ばれる）から助成金を受け、ユースベンチャーのプログラムを立ち上げる。2017年ごろから、復興関連だけではなく、それぞれの若者が問題として捉える、日本社会のあらゆる綻びに対して行動を起こす全国の若者へと対象を拡大。2021年9月現在、112組の若者チェンジメーカーを選出し、彼らが自由に挑戦できる環境を提供している。自分の心の眼が捉えた社会の歪みを、分析的な頭脳を駆使して解決策を生み出す、という「チェンジメーキングの練習の場」とも呼べるユースベンチャーの取り組みは拡大している。

## その他
- アショカという組織名は、紀元前3世紀のマウリヤ朝皇帝アショカ王に因んだものである。アショカ王は、全土統一の際に自らが生み出した苦しみを知ったことで、宗教や思想に対する寛容を推進し、倫理性を最重視した政策を施行した。

- 市民セクター組織(CSO)：米国内国歳入庁は(IRS)アショカの本部を「501(c)(3)非営利団体」として承認しており、一部の国ではアショカを非政府組織（NGO）と見なしている。しかし、否定形である“Non-”から始まるNPO、NGOのような呼び方ではなく、アショカ自体はその活動を体現する呼び名として、「市民セクター組織」(Citizen Sector Organization: CSO)という用語を使っている。アショカによると、市民セクター組織とは、他者に奉仕し、必要な変化を引き起こすために自らが当事者となって行動する市民から形成されるグループである。

## 参照
1. ↑  Drayton, W: "Everyone a Changemaker: Social Entrepreneurship's Ultimate Goal". Innovations, Vol. 1/No.1, p. 80-96, 2006
2. ↑  The New Engines of Reform, U.S News & World Report, 2006年2月12日, David Gergen Archived 2009年10月12日, at the Wayback Machine.
3. ↑  http://www.ashoka.org
4. 1 2  “ASHOKA JAPAN_Progress Report2109.pdf”. Google Docs. 2020年10月2日閲覧。
5. ↑  “Ashoka's Impact Snapshot”.   ASHOKA. 2020年10月6日閲覧。
6. ↑  https://www.ashoka.org/ja-jp/program/venture-%E3%82%A2%E3%82%B7%E3%83%A7%E3%82%AB%E3%83%BB%E3%83%95%E3%82%A7%E3%83%AD%E3%83%BC%E3%82%B7%E3%83%83%E3%83%97%E3%81%AE%E9%81%B8%E8%80%83%E3%83%97%E3%83%AD%E3%82%BB%E3%82%B9
7. ↑  “【第10回アショカジャパン・フェロー・スピーカーズシリーズ】海を超えてグロー..（一般社団法人アショカ・ジャパン プレスリリース）”. 財経新聞. 2020年10月2日閲覧。
8. ↑  “アショカ・ジャパン｜トゥリ・ムンプニ氏来日講演申し込みサイト”. eijipress.co.jp. 2020年10月2日閲覧。
9. ↑  “About アショカ・ジャパン”.   ASHOKA. 2020年10月6日閲覧。
10. ↑  “アショカ・ユースベンチャーとは｜Ashoka Japan｜note”. note（ノート）. 2020年10月6日閲覧。

## 資料
- Bornstein, David. How To Change The World: Social Entrepreneurs and The Power of New Ideas. Oxford University Press, NY: 2004, ISBN 0195138058. （邦題：世界を変える人たち―社会起業家たちの勇気とアイデアの力. ダイヤモンド社. ISBN 978-4478200926）
- Schwartz, Beverly. Rippling: How Social Entrepreneurs Spread Innovation Throughout the World. Jossey-Bass, 2012, ISBN  978-1-118-13859-5. （邦題：静かなるイノベーション――私が世界の社会起業家たちに学んだこと. 英治出版. ISBN 978-4862761477）
- 渡邊奈々 (2005). チェンジメーカー～社会起業家が世の中を変える. 日経BP社. (ISBN 978-4822244644)
- 渡邊奈々 (2007). 社会起業家という仕事 チェンジメーカー2. 日経BP社. (ISBN 978-4822246181)
- メリー・ゴードン来日講演「赤ちゃんから感情のリテラシーを学ぶ」
- ジム・トンプソン来日講演　https://www.youtube.com/watch?v=H9ifhvtt72M&list=PLGgr6hvt9p-7ZyLc3KByPVljnt6Q_l8Uy
- ジェリーホワイト来日講演「地雷廃止のムーブメントを作った男」
- リカルダ・ゼッザ来日講演　https://www.youtube.com/watch?v=ERoM3tsi8qs